# Rod Lawler
Rod Lawler (Liverpool, 12 de julio de 1971) es un jugador de snooker inglés.

## Biografía
Nació en la ciudad inglesa de Liverpool en 1971. Es jugador profesional de snooker desde 1900. No se ha proclamado campeón de ningún torneo de ranking, y su mayor logro hasta la fecha fue llegar a la final del Abierto Internacional de 1996, en la que cayó derrotado (3-9) ante John Higgins. Tampoco ha logrado hilar ninguna tacada máxima, y la más alta de su carrera está en 143.